# Marcos (automobile)
Pour les articles homonymes, voir Marcos.
Marcos est un constructeur d'automobiles anglais fondé en 1959 et disparu en 2007. La marque, dont le nom est formé à partir des premières lettres des noms de ses fondateurs Jem Marsh et Frank Costin, est spécialisée dans la production de modèles sportifs dont l'efficacité lui permettront d'acquérir une certaine notoriété dans le milieu de la compétition.

## Historique
Marcos est fondée en 1959 par Jem Marsh et Frank Costin. Le premier est un négociant de pièces automobiles et le second un ingénieur aérodynamicien ayant notamment travaillé sur la conception du de Havilland DH.98 Mosquito. C'est justement l'aéronautique qui va inspirer ce dernier dans la conception d'un châssis monocoque en contreplaqué marine alliant légèreté et résistance qui équipera les premiers modèles de la marque constitués par la gamme GT,. C'est ainsi que la Xylon, premier modèle de la marque, sort en 1960. Il sera produit à 9 exemplaires et remplacé l'année suivante par la Gullwing qui sera dérivée en plusieurs types de carrosseries (cabriolet, fastback...). Non seulement les modèles GT se vendent bien car, en tant que kit cars, ils sont exonérés de TVA mais ils offrent également à Marcos une bonne réputation en raison de leurs succès en compétition dans les mains de pilotes comme Derek Bell, Jackie Oliver, Jonathan Palmer ou encore Jackie Stewart.

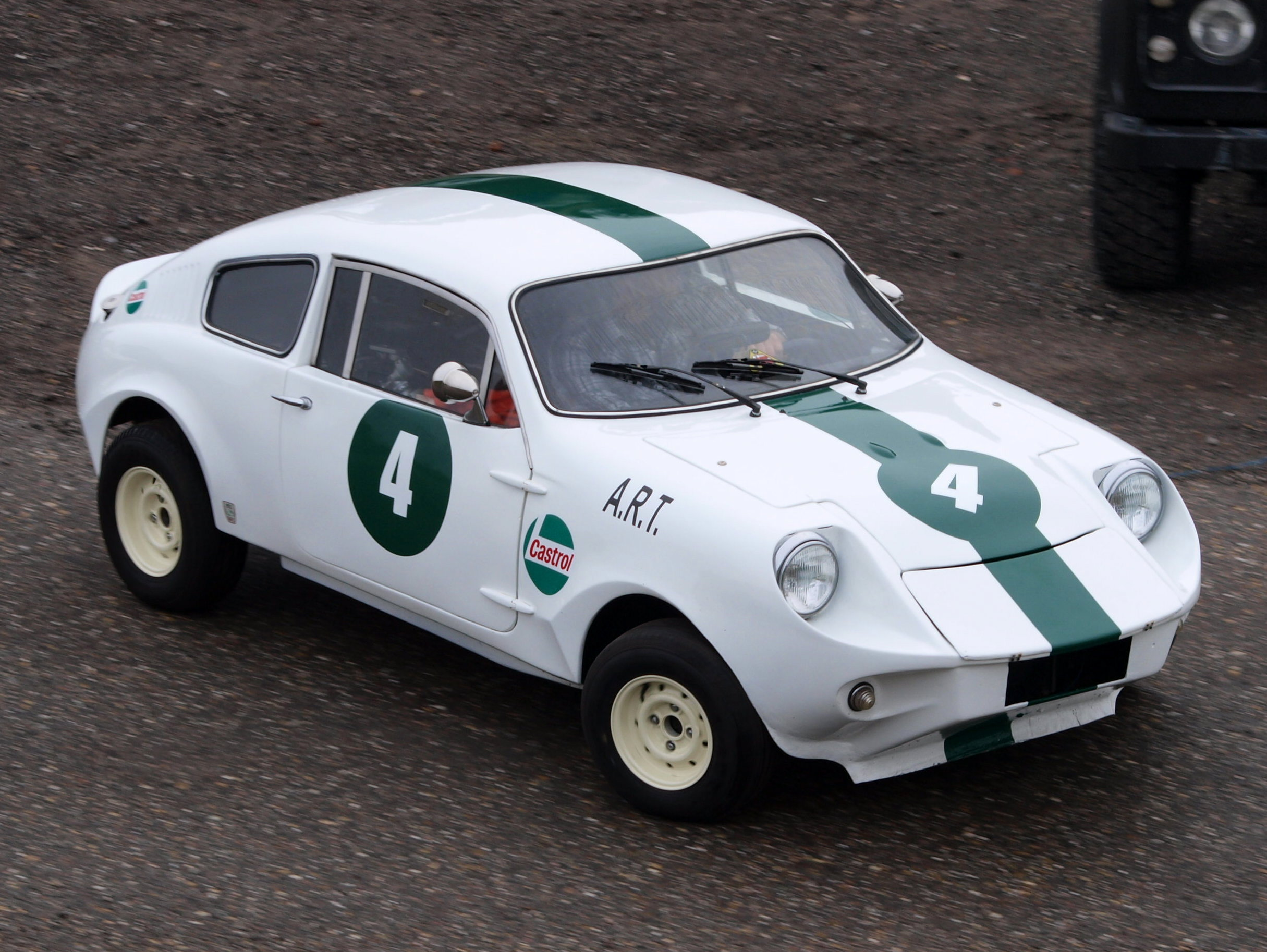
En plus d'être un succès commercial pour Marcos avec plus de 1300 exemplaires produits, la Mini Marcos s'illustre également en compétition.

Toujours en 1961, Costin cède sa place aux frères Peter et Dennis Adams après un différend avec Jem Marsh concernant le design des futurs modèles. La 1800 GT, équipée d'une carrosserie en fibre de verre, est révélée en 1964 et reçoit un accueil enthousiaste. Elle est produite jusqu'en 1969 sous diverses motorisations et donc différents noms : 1500 GT, 1650 GT, 1600 GT, etc. 
Parallèlement, la marque vise une clientèle plus populaire en lançant la Mini Marcos en 1965 qui reprend l'ensemble mécanique de la Mini afin d'en réduire le coût. De nouveau, c'est aussi bien un succès dans les ventes qu'en compétition.
La gamme Mantis (en) est lancée en 1968 avec un prototype de voiture de course, la Mantis XP. En 1969, une Mantis avec moteur de 3 L et châssis en bois est lancée. La même année, le châssis original est remplacé par un châssis en acier tubulaire afin d'une part, de réduire les coûts de fabrication et de réparation en cas d'accident et, d'autre part, d'améliorer la sécurité du véhicule en vue de son importation sur le marché américain. C'est cette tentative d'implantation outre-atlantique qui précipitera la faillite de Marcos. En effet, la Mantis M70, lancée en 1970-1971, ne rencontrera pas le succès notamment à cause de son design et du durcissement des règles d'homologation des véhicules aux États-Unis qui obligeront Marcos à investir massivement. Seulement 32 Mantis M70 sont vendues, la marque dépose le bilan en 1971 et est rachetée par un groupe industriel qui poursuit la production sur le marché britannique pendant une courte durée.

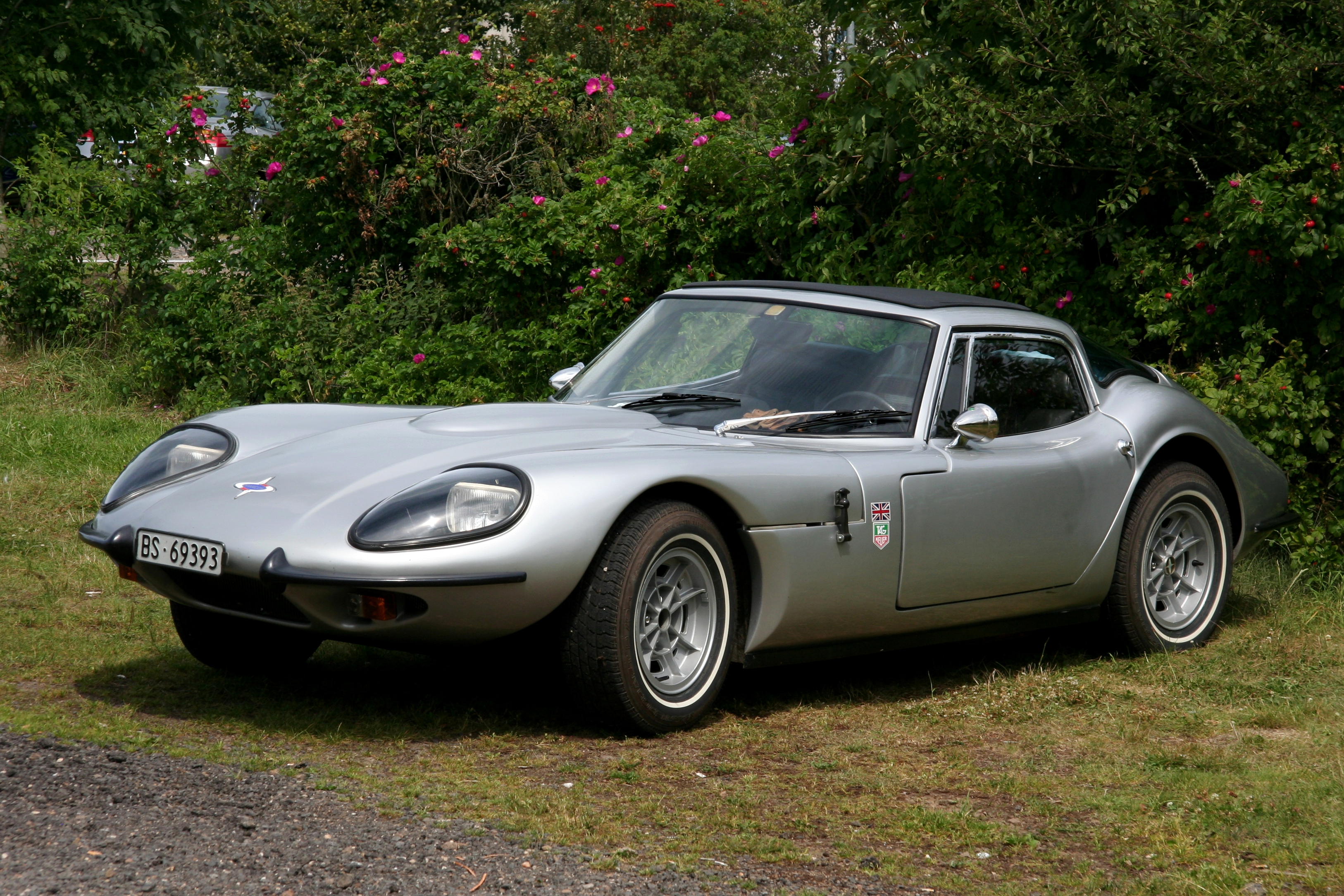
Une Marcos Mantis 3 L de 1970.

Jem Marsh rachète les droits de la marque en 1976 et, en 1981, il relance la production du modèle de la fin des années 1960. En 1984 est lancée la Mantula, un nouveau modèle toujours basé sur la GT de 1969 et équipée d'un moteur V8 d’origine Rover. En 1991, la marque relance la Mini Marcos sur le marché japonais et crée la Martina, une version low-cost de la Mantula équipée de la même carrosserie mais d'un châssis de Ford Cortina afin d'en réduire le coût. C'est à cette époque que Marcos retrouve une certaine stabilité économique. En 1993, l'entreprise abandonne le marché des kit-cars et la Mantara est alors produite comme une voiture classique. Parallèlement, la marque renoue avec la compétition sportive notamment dans des championnats GT au Royaume-Uni ou aux 24 Heures du Mans et trois modèles de course, également homologués pour la route en petites séries, voient le jour : les LM 400, 500 et 600. Un modèle coupé cabriolet basé sur ces LM fait renaître le nom Mantis en 1997 mais trois ans plus tard, l'entreprise connaît une nouvelle faillite.
Jem Marsh cède alors sa société au canadien Tony Stelliga qui renomme l'entreprise en Marcos Engineering et développe un nouveau modèle, la TSO (en), équipée d'un moteur V8 6 l de 420 ch. Toutefois, les coûts d'homologation et le « dilettantisme [du management] incompatible avec une clientèle exigeante » condamnent Marcos à cesser son activité et à se mettre en liquidation le 9 octobre 2007.